# Megastes meridionalis
Megastes meridionalis là một loài bướm đêm trong họ Crambidae.